# Роберт Капа
Роберт Капа (англ. Robert Capa, справжнє ім'я Ендре Ерне Фрідман; 22 жовтня 1913, Будапешт — 25 травня 1954, Тхайбінь, Французький Індокитай) — фоторепортер єврейського походження, народжений в Угорщині. Старший брат Корнелла Капи. Класик фотомистецтва. Засновник фотожурналістики.

## Біографія
Народився в єврейській родині. В 1931 переїхав у Берлін, відвідував лекції у Вищій школі політичних наук, почав займатися фотожурналістикою. У 1932 зробив у Копенгагені серію портретів Льва Троцького, які мали великий успіх у пресі. Перебрався в Париж, де познайомився з Анрі Картьє-Брессоном. З 1935 виступав під псевдонімом. Був на фронтах Громадянської війни в Іспанії, де зробив свій, тепер класичний, знімок смерті республіканського солдата в момент, коли того наздогнала куля. Під Мадридом загинула його подруга, німецька фотожурналістка Герда Таро, випадково розчавлена маневруючим танком.
У 1938 працював фотокореспондентом під час японсько-китайської війни. У 1940 переїхав до США. Працював в північній Африці та Італії. У 1944 фільмував висадку союзницьких військ в Нормандії. У 1947 разом з Картьє-Брессоном і іншими фотографами заснував фотоагентство «Магнум Фото», в 1951 очолив його, але в 1953 був змушений переїхати до Європи, рятуючись від маккартизму. У 1947 році разом з письменником Джоном Стейнбеком отримав запрошення в Радянський Союз, де протягом декількох місяців документував повсякденне життя. За результатами цього відрядження була створена книга «Російський щоденник» («Russian Journal») з фотографіями Капи. У 1948 і 1950 працював в Ізраїлі. Загинув під В'єтнамом наприкінці Індокитайської війни, підірвавшись на міні.
Дружив з Ернестом Гемінгуеєм та Джоном Стейнбеком, оформляв їх книги.

## Творчість та визнання
Класик фоторепортажу. Один із родоначальників військової фотографії, що пройшов Другу Світову Війну на європейському театрі військових дій. Один з п'яти засновників агентства «Магнум Фото». З 1955 прес-клуб США щорічно вручає фотожурналістам «Золоту медаль Роберта Капи» за найкращі фоторепортажі, створені з ризиком для життя.
Псевдонім «Роберт Капа» — результат містифікації, організованої спільно з Гердою Таро, для успішного продажу фотографій. Герда спеціально поширювала серед журналістів чутки про «знаменитого та багатого американського фотографа», який готовий продати свої знімки. Роль вигаданого персонажа грав Фрідман, фотографуючи різні події та продаючи свої фотографії під цим псевдонімом. Коли містифікація була розкрита, Капа вже був досить відомий як фотожурналіст та публіка вже знала його під цим іменем.

## Відвідування України зДжоном Стейнбекомв 1947
Під час своєї подорожі до СРСР разом з Джоном Стейнбеком Капа відвідав УРСР. Дев'ять днів (з двох місяців мандрівки) він провів у Києві та його околицях. Крім огляду основних пам'яток Києва, вони спостерігали за післявоєнною відбудовою міста, познайомились з місцевими письменниками та побували в навколишніх селах. 
Зустрічалися з літераторами: Олександром Корнійчуком, Вандою Василевською, Натаном Рибаком, Юрієм Смоличем та Олексієм Полторацьким. 
Майстерні знімки Капи стали чудовими ілюстраціями до книжки Стейнбека "Російський щоденник". В наш час добірки цих фотографій кочують соцмережами, незмінно набираючи сотні коментарів та репостів. 
Хоча варто розуміти: письменник та фотограф з США мали побачити в СРСР тільки те, що їм хотіли показати. Усі поїздки відбувалися за планом і в супроводі, а людей з якими спілкувались гості ретельно інструктували. Радянська влада розуміла, що матеріали двох туристів побачить весь світ, тому імідж країни був питанням державної ваги. Тому, наприклад, українські села 1947 року постають в очах американців краєм достатку та процвітання, мешканці якого ледь не силою загодовують американських гостей делікатесами. На масові голодні смерті, що відбувалися тут місяцями раніше немає найменшого натяку. 
Жоден день перебування Стейнбека та Капи в СРСР не обходився без контролю з боку Міністерства держбезпеки (про що збереглися в архіві СБУ повідомлення адресовані московському керівництву МГБ). 
Роберту Капі МГБ дає особисту характеристику: " ... вирізняється балакучістю, багато говорить, усім цікавиться, намагаючись усюди пролізти. Створює враження людини, яка місію в Україні використовує, щоб зібрати данні, що можуть цікавити лише досвідченого розвідника". 
Ті хто стежив за Капою припускали, що фотограф насправді знав російську мову, але приховував це. Агенти МГБ відзначали, що Капа відповідав на питання раніше ніж перекладав перекладач, і явно реагував на сказане до перекладу. Жодних підтверджень, що Капа володів російською в відкритих джерелах немає. Також співробітник МГБ зауважив, що має сумніви стосовно того, що Капа насправді фотокореспондент. Нібито Капа показав необізнаність в одному фотоапараті американської фірми. Спочатку він заявив що це фотоапарат відомої найкращої американської марки, але сам не зміг його відкрити. 